# Saint-Vallier (Drôme)
Saint-Vallier település Franciaországban, Drôme megyében. Lakosainak száma 4083 fő (2022. január 1.). Saint-Vallier Ozon, Sarras, Laveyron, Ponsas és Saint-Barthélemy-de-Vals községekkel határos.

## Népesség
A település népessége az elmúlt években az alábbi módon változott:
| Lakosok száma | 4927 | 4442 | 4115 | 4017 | 3978 | 3935 | 3915 | 3960 | 4017 | 4083 |
|               | 1968 | 1982 | 1990 | 2006 | 2013 | 2015 | 2017 | 2019 | 2020 | 2022 |